# Черкаська спеціалізована школа № 13
Черка́ська спеціалізована школа І-ІІІ ступенів № 13 Черкаської міської ради Черкаської області;— школа нового типу в місті Черкаси, що розташована в мікрорайоні Дніпровському Придніпровського району. У школі міститься музейна кімната Партизанського руху на Черкащині.

## Причини будівництва школи

Будівля школи

Початок 1980-их років в СРСР ознаменувався масовим будівництвом новітніх будівель і заміною ними старих. Це стосувалось і освіти. 1982 року радянська влада вирішила почати будівництво нових будівель для шкіл, які були більші за розмірами, а також світлі, просторі, і головне сучасні.
У мікрорайоні Дніпровському на той час працювало тільки 3 школи — № 22, № 25 та спеціальна № 14. На початок 1980-их років у цих школах навчалось по 40 дітей у класі. Школа № 22 була розрахована на 1 500 учнів, а школа № 25 — на 1 700 учнів. Вони були заповнені повністю. Тому було вирішено побудувати нову школу нового планування у цьому мікрорайоні, щоб розвантажити вище згадані.
Місцем будівництва було обрано яблуневі садки на околиці мікрорайону, за якими простягалось поле, і яке повинно було забудуватись в майбутньому новим мікрорайоном. Школа будувалась досить швидко, тому що контролювалось все вищими органами влади.

## Початок роботи
Школа прийняла перших учнів 1 вересня 1983 року. Щоб відкрити школу за планом, на допомогу будівникам організували трудовий табір, що складався з майбутніх вчителів та учнів нової школи. На школу приїжджали подивитись делегації з Польщі, Німеччини, Болгарії та Японії і Австралії.
Школа взяла номер колишньої школи № 13, яка нині є Черкаським фізико-математичним ліцеєм. Першим директором була Занора В. С.

## «Сезон чудес»
У жовтні-листопаді 1984 року у стінах школи проходили зйомки художнього фільму-мюзикла «Сезон чудес», головні ролі в якому грали Алла Пугачова, Лариса Шахворостова, Михайло Боярський та Борис Моїсеєв. Пугачова грала вчительку, а Шахворостова ученицю. Для класу був обраний коридор школи, де повісили дошку та поставили парти.
Хмарними днями для створення ефекту сонячного світла були використані великі військові прожектори, якими світили у вікна. Гримувалась Алла Борисівна разом з Шахворостовою у кабінеті директора.

## Директори школи

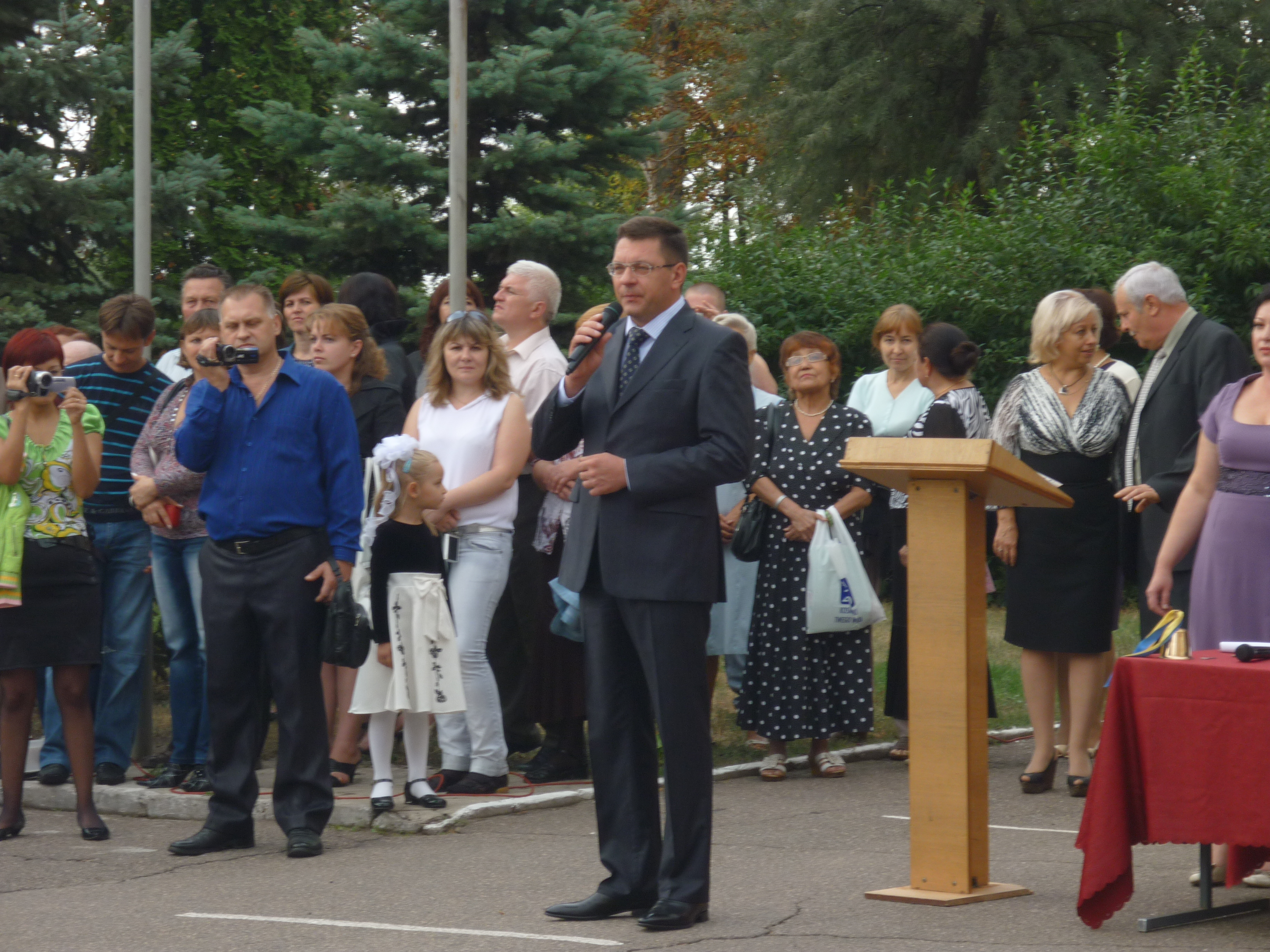
Мер міста на першому дзвонику (2010)

Першим директором стала Занора Валентина Семенівна, її наступником був Крутенко Микола Олександрович. З січня 1994 року до червня 2021 року школу очолював Добровольський Валерій Володимирович. З 01.07.2021 року по 03.07.2023 року директором була Нагайчук Неля Григорівна. З 03 липня 2023 року директорм призначено Кошель Олену Василівну.

## Оновлення

Сучасний кабінет

У 1994 року школу очолює Добровольський Валерій Володимирович. З кінця 1990-их років він взяв курс на оновлення школи у плані інформаційних технологій. Почалась закупка комп'ютерів. На початок XXI століття школа вже мала до 70 комп'ютерів, об'єднаних у локальну мережу. 2003 року школа почала називатись спеціалізованою. З 2006 року школа перша в Україні впровадила програму «Net-School», яка є електронною версією класного журналу. Крім того вона дозволяє батькам учнів спостерігати за успішністю своїх дітей через Інтернет. На конкурсі «100 найкращих шкіл України», що проходив у Києві, школа стала лауреатом у номінації «Новітні інформаційні технології у освіті».
Зараз у школі нараховується за 100 комп'ютерів, якими обладнані кожен кабінет, є три комп'ютерних класи, доступ до Інтернету. Уроки проводяться з використанням новітніх технологій. Деякі кабінети мають мультимедійні проектори. З 2007 року школу періодично відвідують журналісти з місцевих та республіканських ЗМІ, шкільні події освітлюють у новинах на телеканалах ICTV, «Рось» та «Вікка». З 2009 року школа увійшла до системи «Net-Місто», яке є наступною сходинкою після «Net-School». У 2010 році школа стала учасником міністерської програми-експерименту з впровадження «Net-Місто» в Україні. На базі цього 12 червня в школі пройшла Всеукраїнська конференція-семінар, в якій взяли участь директори шкіл з усієї України.

## Алея слави
Петро Криворотько — учень 5-К класу, посів ІІ місце у номінації «K» «baby classica» (солісти до 12 років) на Міжнародному конкурсі баяністів і акордеоністів «Citta di Lanciano» («Премія Ланчіано»)

## Наповнення школи
| Навчальний рік | Кількість учнів | Кількість класів |
| -------------- | --------------- | ---------------- |
| 2007-2008      | 865             | 33               |
| 2008-2009      | 803             | 31               |
| 2009-2010      | 775             | 31               |
| 2010-2011      | 733             | 30               |
| 2011-2012      | 750             | 30               |
| 2012-2013      | 709             | 28               |
| 2013-2014      | 687             | 26               |
| 2014-2015      | 679             | 26               |
| 2015-2016      | 692             | 26               |
| 2016-2017      | 683             | 26               |